# Día Internacional del Parlamentarismo
El Día Internacional del Parlamentarismo es una jornada que se celebra el 30 de junio desde 2018, se estableció en ese mismo año por la Asamblea General de las Naciones Unidas.

## Proclamación
El Día Internacional del Parlamentarismo fue proclamado el 22 de mayo de 2018 por la Asamblea General de las Naciones Unidas. Su objetivo es reconocer la función y responsabilidad de los parlamentos en la transparencia, rendición de cuentas y en la promoción de la democracia parlamentaria.

## Celebración
Este día se celebra anualmente el 30 de junio, coincidiendo con la fecha de creación de la Unión Interparlamentaria (UIP) en 1889. La primera celebración oficial tuvo lugar en 2018. Desde entonces, se revisa el progreso de los parlamentos en objetivos clave, como la inclusión de más mujeres y jóvenes parlamentarios y la adaptación a nuevas tecnologías.

## Temas
- 2018: Are parliamentary democracies in danger?,[3] ('¿Están en peligro las democracias parlamentarias?')
- 2019: Members' events for the IPU's 130th anniversary in 2019,[4] ('Eventos para miembros por el 130.º aniversario de la UIP en 2019')
- 2020: Los parlamentos tienen el deber especial de impulsar los derechos humanos y promover el desarrollo sostenible[5][6][nota 1]
- 2021: I Say Yes to Youth in Parliament!,[7][8] ('¡Yo digo sí a la juventud en el parlamento!')
- 2022: Public engagement in the work of parliament,[9]  ('Participación pública en el trabajo del parlamento')
- 2023: Parlamentos por el planeta[10]